# Pakaanova
Pakaanova (Ori, OrowariOro-Wari, Pacaá-novo, Pacaás Novos, Pacahas Novas, Pacas Novas, Pakaa Nova, Pakaá Nova, Pakaanovas, Pakaásnovos, Pakahas-Nóvas, Uari, Wari, Wari', Wari’), jedno od značajnijih plemena Chapacuran Indijanaca iz brazilske države Rondônia, danas na rezervatima Igarapé Lage, Igarapé Ribeirão, Pacaás-Nova, Rio Negro/Ocaia i Sagarana. Pakaanova imaju najmanje 7 sela, a njihova populacija iznosi 1.833 (1994 SIL); 	2.721 (Funasa, 2006). 

## Podgrupe
Vilaça (1992) ih dijeli na 8 podgrupa: 
1. Oro Nao' (OroNao), jedna skupina u selu Rio Negro-Ocaia, a druga u selima Santo André i Tanajura na lijevoj obali rijeke Pacaas Novos gdje su preseljeni krajem 19. stoljeća.
2. Oro Eo (OroEo), Rio Negro-Ocaia
3. Oro At (OroAt), Rio Negro-Ocaia
4. Oro Mon (OroMon), Ribeirão
5. Oro Waram (OroWaram), u selu Lage
6. Oro Waram Xijein (OroWaramXijein), jedna skušina živi s OroWaram u selu Lage, a druga sa skupinom OroMonu selu Ribeirão
7. Oro Kao' Oro Waji(OroKaoOroWaji), pomiješali su se s ostalim skupinama, posebno s Oro Waram Xijein.
8. Oro Jowin (OroJowin ), pomiješali su se s ostalim skupinama.